# Taïga des basses-terres de l'intérieur de l'Alaska et du Yukon
Localisation
La taïga des basses-terres de l'intérieur de l'Alaska et du Yukon est une écorégion terrestre nord-américaine du type forêts boréales, taïga du World Wildlife Fund

## Répartition
La taïga des basses-terres de l'intérieur de l'Alaska et du Yukon recouvre une bonne partie de l'intérieur de l'Alaska et du nord du Yukon.  Elle est enclavée par les Monts Richardson à l'est, la chaîne Brooks au nord et la chaîne d'Alaska et s'étend jusqu'à la mer de Béring à l'ouest.  

## Climat
Les précipitations annuelles varient entre 250 mm et 550 mm, sauf dans les upper Yukon flats où elles ne sont que de 170 mm et de 600 mm dans certains secteurs de l'ouest de l'écorégion. La moyenne quotidienne hivernale varie entre  −35 °C et −18 °C. La moyenne quotidienne estivale varie entre 17 °C et Modèle:Top.

## Géomorphologie
Le relief se compose surtout de plaines ou de collines ondoyantes de faible altitude.  L'inclinaison des pentes dépassent rarement 5 %. L'altitude varie généralement entre 0 m et 600 m et le plus haut sommet atteint 925 m.

## Caractéristiques biologiques
Les forêts sont principalement composées d'épinettes.  L'Épinette blanche se rencontre sur les sols bien drainés, sur les collines et les versants exposés au soleil.  L'Épinette noire occupe surtout les zones mal drainées et le fond des vallées.  Les rives sinueuses des cours d'eau sont soumises à une perpétuelle colonisation par le saule et l'aulne, suivis par le Peuplier baumier et le Peuplier faux-tremble, ensuite remplacés par l'épinette.  Les lieux récemment perturbés, les zones dénudées près de la limite des arbres, le versant nord des pentes et les milieux plus humides supportent des fruticées dominées par le saule, l'aulne et le bouleau nain.  Les tourbières au fond des vallées et les milieux humides supportent des communautés de buissons et de graminées comprenant le saule, le bouleau nain, le Ledum decumbens, la Potentilla fruticosa, l'Eriophorum vaginatum et les carex.  Les feux sont fréquents et entretiennent dans le paysage une mosaïque de stades successionnels. 
La faune et la sauvagine sont particulièrement abondantes dans cette écorégion.  On y trouve quelques espèces végétales rares telles Cryptantha shacklettiana, Erysimum asperum et Eriogonum flavum. 

## Conservation
On estime cette écorégion relativement intacte.